# Цутому Ошима
Цутому Ошима (Tsutomu Ohshima, 6 август 1930) е японски майстор на бойни изкуства.
Още на 5-годишна възраст влиза в суровия дисциплиниран свят на японските бойни изкуства. Започва със сумо (японската борба, национален спорт в Япония) и го изучава в продължение на 10 години. На 8 години започва да взима уроци по кендо, а година след това стартира и обучението му в джудо (то е най-кратко – само 4 години).
С карате се запознава в университета Waseda през 1948 г. Тренира до 1953 г. под ръководството на Гичин Фунакоши и старшите му ученици Hiroshi Noguchi, Шигеру Егами и др. През 1952 г. лично Фунакоши му присъжда 3 дан, същата година става капитан на университетския отбор. 5 години по-късно, през 1957 г., Ошима получава своя 5 дан (най-високия присъждан в онези години), отново лично от Фунакоши. В SKA няма по-високи степени (за разлика от другите стилове, където най-високият дан е 10).
Напуска Япония през 1955 г. Продължава да учи в Лос Анджелис, където основава първата група по карате през януари 1956 г. Това станало, когато няколко други японски студенти научават, че е майстор на карате, и го молят да ги обучава. Той се съгласил и с времето дошли още ученици (повечето тренирали безплатно). Тогава възникнал и първият проблем - начинът на тренировка при Ошима бил много силов. Но докато в Япония бил считан за сравнително едър и здрав мъж, в Щатите нещата не стояли точно така. По местните стандарти той можел да мине максимум за среден на ръст с нормална физика и му се наложило и да промени техниката си в известна степен. Според неговите думи оттогава започнало и истинското му практикуване и развитие в изкуството, тъй като когато тренираш с някой, който е по-тежък с 40-50 кг от теб и поне 20 см по-висок, нещата не опират до силата на по-слабия. През 1960 г. се връща за кратко в Япония, за да получи напътствия от учителите си, и семейството на Фунакоши му оказва голяма чест, като му предлага да преведе книга на Гичин Фунакош.
През 1957 г. е създаден първият университетски карате клуб в САЩ, създаден от него. Още 2 години след това е основана Калифорнийската Карате Асоциация, която слага началота на много нови клубове по карате, водени от първите черни пояси на Ошима. Тази организация е преименувана на Shotokan Karate of America през 1969 г. – сред най-големите карате организации за шотокан карате в света (в САЩ има над 140 школи), на която Ошима е шеф-инструктор. Ошима провеждал 2-3 пъти годишно специален интензивен курс за напредналите си ученици. Това бил период на брутални тренировки, както през неговата младост (когато понякога всеки ден бил нокаутиран по време на тренировките от учителите си). Според Ошима тежкото натоварване трябва да те научи къде са твоите граници и как да достигнеш извън пределите им. Да надмогнеш себе си физически план може да стане само с ако имаш голям дух. Физическата издръжливост изисква психическа издръжливост. Много от учениците му признават, че по време на тези курсове наистина са искали да го ударят, наранят и са се опитвали по време на тренировъчната сесия безуспешно. Неговата концентрация била невероятна, много над тяхната, и ги превъзхождал във всеки един случай.
Цутому Ошима освен преводач е и автор на Notes on Training.